# Comme c'est bon
 (juin 2020).
Si vous disposez d'ouvrages ou d'articles de référence ou si vous connaissez des sites web de qualité traitant du thème abordé ici, merci de compléter l'article en donnant les références utiles à sa vérifiabilité et en les liant à la section « Notes et références ».
Singles de Jenifer
Les Choses simples
(2019) On oublie le reste
(2019)
Comme c'est bon est une chanson de Jenifer extraite de son huitième album studio Nouvelle Page sorti le 26 octobre 2018. Le morceau sort en tant que quatrième single de l'album le 9 mai 2019 via TF1 Musique. Le titre est écrit et composé par Christophe Maé, Paul École et Michael Désir. Il se classe à la 19e place du classement des singles en France. A l'origine écrit pour ses fans, ces derniers ont décidé que cette chanson fera office d'hymne de déconfinement grâce aux paroles : Si tu savais comme c'est bon de pourvoir te revoir, de pouvoir te parler, de te toucher [...].

## Genèse
Le 9 octobre 2018, c'est un morceau d'instrumental que Jenifer dévoile. Si elle n'a pas précisé de quelle chanson il s'agissait sur la publication, on sait désormais que c'était un extrait de l'instrumental de Comme c'est bon. Deux autres extraits sont dévoilés plus tard. Un premier à la fin du reportage diffusé sur TMC le 16 octobre 2018 et intitulé Jenifer : face à ma vie, et un deuxième le 24 octobre 2018 via les réseaux sociaux.
La chanson est née de l'amitié entre Christophe Maé et Jenifer. Ses derniers se sont rencontrés lors des concerts des Enfoirés et on eut l'occasion de devenir de bons amis. Lors de l'édition 2018 des Enfoirés, Jenifer fait part à Christophe Maé de son amour du public. Christophe attrape une guitare et gratte les premières notes de ce qui deviendra plus tard Comme c'est bon. Un hymne plein d'amour dédié au public de la chanteuse.

## Promotion
Le quatrième single Comme c'est bon est interprété pour la première fois en live au Showcase Sauvage de Strasbourg le 31 octobre 2018. Sorti en single le 9 mai 2019, le titre passe quasi inaperçu aux yeux du grand public. Ce n'est qu'en avril 2020, durant le confinement, que le titre connaît un regain d'intérêt à la suite d'un live de la chanteuse au concert NRJ Music Tour dans votre salon. Cet intérêt soudain du public pour le titre s'explique notamment par les paroles de ce dernier qui sont en totale adéquation avec l'envie de revoir nos proches.

## Accueil
Le single atteint la 12 place du TOP Singles en France et cumule aujourd'hui 17 semaines classé.

## Classement hebdomadaire
| Classement (2018) | Position |
| ----------------- | -------- |
| France            | 12       |